# Gynoplistia viridithorax
Gynoplistia viridithorax är en tvåvingeart som beskrevs av Frederick Askew Skuse 1890. Gynoplistia viridithorax ingår i släktet Gynoplistia och familjen småharkrankar. Inga underarter finns listade i Catalogue of Life.